# Wyspy Ayu
Wyspy Ayu (indonez. Kepulauan Ayu) – archipelag w Indonezji na południe od wysp Asia i na północ od wysp Raja Ampat. Grupa składa się z dwóch atoli koralowych. Najwyższy punkt wynosi 106 m.